# Henry Kolker

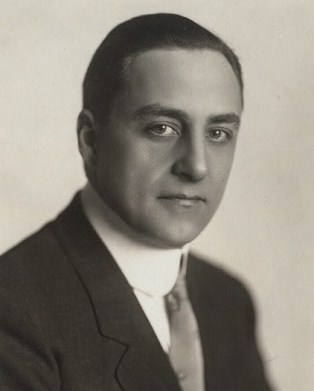
Henry Kolker.

Henry Kolker, född 13 november 1874 i Berlin, Kejsardömet Tyskland, död 15 juli 1947 i Los Angeles, Kalifornien var en tyskfödd amerikansk skådespelare och regissör. Han flyttade med sin familj till USA vid fem års ålder. Kolker debuterade på Broadway 1904, och medverkade i produktioner där fram till 1917. Han filmdebuterade 1915 och blev en populär stumfilmsstjärna. Han regisserade även några stumfilmer. Efter ljudfilmens intåg dök han främst upp i biroller av olika slag. Kolker medverkade i över 170 filmer.

## Filmografi i urval
- 1930 – Sjömansbruden
- 1932 – Den stora juvelstölden
- 1932 – Natt över Tunis
- 1933 – En farlig kvinna
- 1934 – Under-bar
- 1934 – En ängel med temperament
- 1934 – Brott på linjen
- 1935 – Diamantkungen
- 1935 – Svarta rummet
- 1936 – Theodora leker med elden
- 1936 – Samhällets rovriddare
- 1936 – Romeo och Julia
- 1937 – En läkares ansvar
- 1938 – En friare i societén
- 1938 – En cowboy och en lady
- 1938 – Mitt i elden
- 1939 – Union Pacific
- 1941 – En kvinnas ansikte